# أندرياس جيتشك
أندرياس جيتشك (بالألمانية: Andreas Jeschke)‏ هو لاعب كرة قدم ألماني في مركز الهجوم، ولد في 6 سبتمبر 1966 في هامبورغ في ألمانيا. لعب مع نادي بوخوم ونادي سانت باولي.

## وصلات خارجية
- أندرياس جيتشك على موقع قاعدة بيانات كرة القدم.إي يو (الإنجليزية)
- أندرياس جيتشك على موقع بيانات كرة القدم. دي إي (الألمانية)